# Bernheze
Bernheze (phát âmⓘ) là một đô thị ở phía nam Hà Lan. Đô thị này đã được lập năm 1994 từ các đô thị cũ Heesch, Heeswijk-Dinther và Nistelrode.

## Các trung tâm dân cư
- Heesch
- Heeswijk-Dinther
- Loosbroek
- Nistelrode
- Vorstenbosch